# Rosières-en-Haye
Rosières-en-Haye è un comune francese di 234 abitanti situato nel dipartimento della Meurthe e Mosella nella regione del Grand Est.

## Società

### Evoluzione demografica
Abitanti censiti